# Lago Turchino
Il lago Turchino è uno specchio d'acqua di piccole dimensioni situato in una conca ad alto valore ambientale, nel Parco naturale dell'alto Appennino Modenese.

## Geografia
Il lago ha una superficie estremamente ridotta, avendo un diametro di soli 30 metri, ma è altamente suggestivo per il paesaggio intorno e per il colore delle acque, che quasi sembra raggiungere una sfumatura turchina.
Tutto intorno vi è lo splendido panorama dell'Appennino modenese, ricoperto di foreste di conifere, faggi, lecci e prati spogli nelle zone più alte. Un gigantesco strapiombo di quasi trecento metri separa la conca del Lago Turchino dal Monte Rondinaio, tra le più alte vette della zona.
L'estuario dello specchio d'acqua è il più alto dei ruscelli che vanno a formare il Rio delle Tagliole. Tuttavia questo rimane spesso vuoto poiché il lago è alimentato quasi solamente dalle precipitazioni.

### Posizione
Il Lago Turchino si trova:
- A 400 metri a piedi dal Lago Torbido;
- a 1,2 km a piedi dal Monte Rondinaio;
- a 2,5 km a piedi dal Lago Baccio;
- a 3,8 km a piedi dal Lago Santo;
- a 4,0 km a piedi dal Monte Giovo;
- a 7,8 km dalla frazione di Tagliole;
- a 14 km dalla sede comunale di Pievepelago.